# رصدخانه پژوهش‌سرای دانش‌آموزی کرمانشاه
رصدخانه پژوهش سرای دانش آموزی کرمانشاه یک رصدخانه در شهر کرمانشاه است که زیر نظر پژوهش‌سرای دانش‌آموزی ناحیۀ یک آموزش و پرورش این شهر فعالیت می‌کند. فعالیت‌های علمی در این رصدخانه توسط انجمن نجوم کرمانشاه انجام می‌شود. این رصدخانه به لحاظ قدرت تلسکوپ، بزرگترین رصدخانۀ غرب کشور محسوب می‌شود.

## مکان
این رصدخانه در محل پژوهش‌سرای دانش‌آموزی ناحیه یک کرمانشاه قرار دارد.

## تاریخچه
انجمن نجوم کرمانشاه در سال ۱۳۷۵ فعالیت خود را آغاز کرد،‌ اما به دلیل فقدان رصدخانه در این شهر فعالیت‌های خود را به صورت پراکنده در مکان‌های مختلف و با استفاده از ادوات نامناسب انجام می‌داد. با هماهنگی میان این انجمن و پژوهش‌سرای دانش‌آموزی ناحیۀ‌ یک آموزش و پرورش شهر کرمانشاه، ساخت یک رصدخانۀ کوچک توسط اعضای انجمن آغاز شد. کلیۀ فعالیت‌های ساخت این رصدخانه توسط اعضای انجمن نجوم کرمانشاه که برخی از آن‌ها دانش‌آموز هستند، و با مشارکت صنعتگران کرمانشاهی صورت گرفت و نهایتاً با هزینه‌ای در حدود ۲۰ میلیون تومان در مهر ۱۳۸۹ به افتتاح رسید.

## امکانات
رصدخانه دارای اتاقک و گنبدی به قطر ۴ متر وارتفاع ۳/۸۰ متر به صورت تمام اتوماتیک  است که توسط دو موتور عملیات کنترل رصدخانه صورت می‌پذیرد. تلسکوپ اصلی رصدخانه ۱۱ اینچ است که در نوع خود جزو قطر تلسکوپ‌های حرفه‌ای به شمار می‌آید. این رصدخانه همچنین مجهز به یک تلسکوپ دابسونی ۸ اینچ است. در این رصدخانه مجموعاً سه تلسکوپ و چندین دوربین وجود دارد.